# Фрикен, Фёдор Карлович
Фёдор Карлович фон Фрикен (1780—1849) — русский генерал-лейтенант, участник Наполеоновских войн.

## Биография
Родился в 1780 году.
Начав службу унтер-офицером, Фрикен участвовал в кампании против французов 1806—1807 годов и находился в сражениях при Пултуске, Прейсиш-Эйлау, Гутштадте, Гейльсберге и Фридланде. В войне со шведами 1808 и 1809 годов он был в делах при Иденсальми и Севаре.
Перед Отечественной войной Фрикен принимал участие в приготовлениях к ней и в 1811 году, в чине майора, состоял командиром Старорусской резервной бригады, а по отправлении её к действующей армии формировал резервный батальон гренадерского графа Аракчеева полка.
В кампании 1813 года он находился в сражениях при Нолендорфе, Кульме и Лейпциге, за что был награждён орденом св. Анны 2-й степени.
В 1819 году произведён в полковники и 19 сентября 1820 года назначен командиром гренадерского графа Аракчеева полка, а 25 марта 1828 года, с производством в генерал-майоры, получил в командование 2-ю бригаду 1-й поселённой гренадерской дивизии. 16 декабря 1821 года за беспорочную выслугу 25 лет в офицерских чинах был награждён орденом св. Георгия 4-й степени (№ 3548 по списку Григоровича — Степанова).
В 1831 году, во время польского восстания, Фрикен состоял военным губернатором Августовского воеводства; преследуя мятежников, он разбил их скопища при селениях Попиолке и Лиссе, а во время отступления через воеводство отряда генерала Остен-Сакена, присоединился к нему и 7 июня успешно содействовал поражению поляков у Вильны. Награждённый за отличие орденом св. Владимира 2-й степени, Фрикен в 1833 году был назначен начальником округа пахотных солдат Новгородской, Витебской и Могилёвской губерний и в этой должности оставался до своей кончины.
В 1837 году он был пожалован чином генерал-лейтенанта.
Умер 5 октября 1849 года.

## Брак
Супругой Фёдора Карловича стала Анна Григорьевна Зоммер (ок. 1803—1893), правнучка В. Г. Шкурина. После ранней смерти матери Варвары Сергеевны (1785—1817) и вторичной женитьбы отца Григория Ивановича Зоммера (1776—1845) девочка осталась на попечении дяди, Александра Сергеевича Шкурина. Летом Шкурин с племянницами Анной и Ольгой часто гостил в Грузино у графа А. А. Аракчеева, где они и познакомились с фон Фрикеном. Граф Аракчеев выступил сватом, и летом 1826 года состоялось венчание. Анна Григорьевна была на 22 года моложе сорокапятилетнего жениха. Молодые продолжали бывать в Грузино, где для них был выделен «музыкальный флигель». Кроме того, Фрикены состояли в длительной переписке с графом. Сохранилось около ста писем, относящихся к 1818—1833 годам. Письма, часть семейного архива, записки императрицы Екатерины к В. Г. Шкурину и собственные воспоминания, записанные Н. С. Маевским, А. Г. фон Фрикен передала журналу «Русская старина», с которым сотрудничала в 1870—1880 годы. Она же консультировала Николая Гейнце, который планировал роман об Аракчееве.
Анна Григорьевна фон Фрикен скончалась 2 июля 1893 года от холеры и была похоронена в Старой Руссе рядом с мужем у стен монастыря. В годы войны кладбище было полностью уничтожено.

## Дети
В браке родились:
- Александр (1827—1891?[5]) — крестник Аракчеева, мировой посредник 1-го участка Демянского уезда. Был женат на дочери демянского купца 3-й гильдии Марфе Емельяновне Фёдоровой (ок. 1835—?), супруги имели семерых детей. После рождения в 1871 году дочери и последовавшей после родов болезни жены, Фрикен оставил семью. Позднее он сошёлся с бывшей дворовой своей сестры Ольги, Александрой Тимофеевной Харламовой, от которой имел 8 детей. При поддержке родственников он смог передать детям фамилию и отчество, но без прав дворянства, приставки «фон» и законного усыновления[6].
- Елизавета (ок. 1828—1909) — крестница Аракчеева, владелица имения в с. Салтыково Моршанского уезда; супруга Михаила Михайловича Давыдова. Их сын — зоолог Михаил Михайлович Давыдов.
- Алексей (1830—1916) — крестник Аракчеева; писатель, долгое время жил за границей, дружил с Герценым, поддерживал знакомство с В. П. Боткиным. С 1867 года женат на Эльвире Вестзинтиус (1832—?), дочери шведского консула во Флоренции Георга Томаса Вестзинтиуса.
- Ольга (1833—1904) — супруга Андрея Карловича фон Рейснера (1834—1910).
- Анна (1835—1853, от холеры).